# План польоту

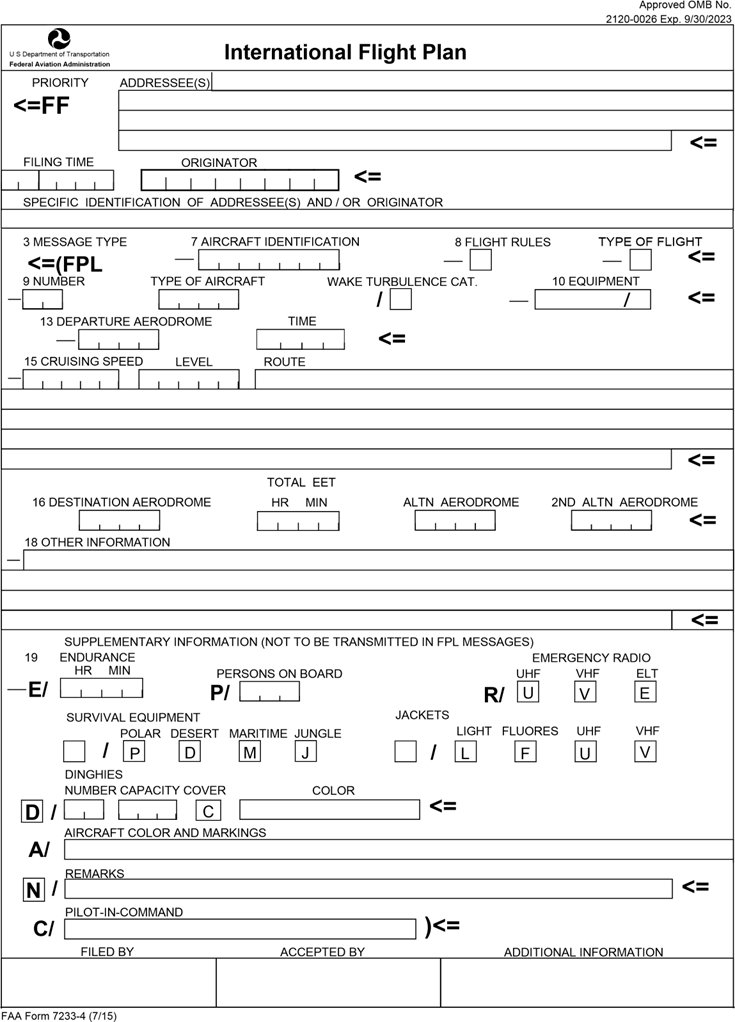
План польоту міжнародного зразка (FAA)

План польóту ― це документ, що заповнюється екіпажем або авіадиспетчером перед відправленням, містить запланований маршрут повітряного судна. Форма плану польоту передбачена у Doc 4444 ІСАО. Українське законодавство визначає план польоту як установлені відомості про намічений політ або частини польоту ПС, які надаються органам ОПР. Національний зразок плану польоту закріплений в Додатку 1.
План включає загальну інформацію, для прикладу, порти відправлення та прибуття, орієнтований час в дорозі, запасні аеродроми, тип польоту (за приладами чи візуальний), дані про екіпаж, кількість осіб на борту та інформація про повітряне судно. В більшості країн плани польотів вимагаються в режимі IFR і є добровільними для візуальних VFR умов за умови внутрішнього сполучення. Документ є особливо бажаним, якщо політ проходитиме в складних місцях або над водою протягом тривалого часу ― в разі непередбачуваних ситуацій план польоту є підставою для виклику рятувальної служби, якщо політ протерміновано (план не закрито). 
Для інструментальних польотів плани використовуються органами КПР для здійснення польотно-інформаційного обслуговування. У візуальних польотах метою плану є надання даних рятувально-пошуковим службам в разі настання надзвичайних ситуацій або доведення до відома авіадиспетчерської служби в разі здійснення польоту в спеціальних зонах (Special Flight Rules Area).

## Запасні аеродроми
На етапі планування польоту здебільшого враховується інформація про один або кілька аеропортів, до яких можна буде долетіти  як до проміжного пункту при настанні непередбачуваних наслідків (наприклад, погода). Відділи планування повинні дуже зважено підходити до вибору запасних портів, оскільки радіус їх досяжності повинен бути адекватним, враховуючи всі можливі ситуації із запасом пального відносно конкретного типу літака, включаючи необхідність здійснення повторних заходів.

## Час подання
Плани можуть подаватися як перед відправленням, так і під час польоту. Заздалегідь плани подаються не раніше доби за допомогою голосового дзвінка чи передачі даних спеціальною мережею АФТН; однак найчастіше ця процедура відбувається за кілька годин перед відправленням. Найпізніший термін подання на внутрішні лінії ― 1 година перед відправленням та 3 год ― перед міжнародним рейсом, залежно від країни вильоту.[джерело?]

## Інші особливості
Зона очікування (holding) в районі аеропорту призначення чи над запасним є обов'язковою частиною планів польоту. Знаходження в зоні очікування (розворотні маневри згідно колової схеми за директивою авіадиспетчера вежі аеропорту) необхідне в разі несприятливої для заходу/посадки погоди або повітряного затору. Маневри в зоні очікування на етапі планування польоту повинні включати відповідну кількість палива.

## Поклики
- International Flight Planning Resource by Region
- Aviation glossary
- Як подати план польоту (рос.)
- Порядок планування та виконання польотів в ОПР класу G. ― Украерорух